# Cercles mégalithiques de Sénégambie
Les cercles mégalithiques de Sénégambie sont des cercles de pierre construits et disposés entre le Ier et les débuts du IIe millénaire. Ils sont faits de roches volcaniques ou de concrétions latéritiques assez faciles à travailler. Ils se trouvent à la frontière du Sénégal et de la Gambie.
Le site a été inscrit en 2006 sur la liste du patrimoine mondial de l'UNESCO à l'occasion de la 30e session du comité du patrimoine mondial.

## Description, localisation et disposition
L'ensemble se compose de 93 cercles d'un diamètre de 4 à 6 mètres formés chacun de 8 à 14 pierres verticales. Ils se répartissenent sur quatre sites : 52 cercles à Sine Ngayène, 21 à Wanar, 11 à Wassu et 9 à Kerbatch. Ils totalisent plus de 1 000 monuments mégalitihiques concentrés sur une bande de 100 kilomètres de large longeant le fleuve Gambie sur 350 kilomètres. Les colonnes, à base cylindriques ou polygonales, mesurent environ 2 mètres et pèsent jusqu'à 2 tonnes.
Les cercles sélectionnés s'inscrivent dans un contexte archéologique et mégalithique plus large couvrant une aire de 38 000 km2, comprenant également des cercles pierriers non dressés, des tumulus pierriers et des fosses au comblement tumulaire.

## Fouilles et datation
L'analyse de la céramique trouvée sur les lieux suggère qu'ils ont été édifiés entre le VIIe et le XVe siècle,.
Des observations sur les mégalithes sénégambiens sont consignées dès la fin du XIXe siècle et les premières fouilles sont entreprises dans le premier tiers du XXe siècle. Le sociologue Victor Martin et l'anthropologue Charles Becker entreprennent un premier recensement systématique des sites au début des années 1970. Les premières fouilles d'envergure sont réalisées entre 1973 et 1980 avec la campagne archéologique de Guy Thilmans, Cyr Descamps et Bernard Khayat sur les sites de Sine Ngayène, Tiékène-Boussoura, Kodiam et Saré-Diouldé. Les recherches récentes sur le complexe de Wassu sont celles de la campagne anglo-gambienne conduite par  F.-A. Evans et Paul Ozanne en 1964-1965.
Les historiens pensent que les Sérères sont les bâtisseurs. Cette hypothèse vient du fait que les Sérères utilisent encore des maisons funéraires comme celles trouvées à Wanar.

## Conservation et protection
L'état de conservation de site est satisfaisant, à l'exception de quelques mégalithes tombés ou déséquilibrés. Les deux sites gambiens ont été classés en 1995, leur gestion étant placée sous le contrôle du Centre national des arts et de la culture (NCAC). Classés monuments nationaux en 1978, les deux sites sénégalais sont placés sous la responsabilité du ministère de la Culture du pays.

## Inhumation
Les corps retrouvés sur les sites mégalithiques indiquent la fonction funéraire de ces lieux. Leur étude suggère que les monuments abritaient la sépulture d'un personnage important avec des morts d'accompagnement, d'après les hypothèses récentes, peut-être des personnes sacrifiées, selon les travaux antérieurs de Guy Thilmans et Cyr Descamps. Divers éléments attestent de la construction de maisons des morts constituées en partie de matériaux périssables. Par exemple, la présence de monolithes au fond de la fosse excavée au centre du cercle de pierres de Tiékène Boussara laisse penser qu'il s'agit de vestiges d'un abri isolant le défunt. Néanmoins, les pratiques mortuaires s'avèrent diversifiées, la présence d'un sujet principal n'étant pas toujours établie.